# Франческо Філельфо
Франче́ско Філе́льфо (італ. Francesco Filelfo; лат. Franciscus Philelphus; 25 липня 1398, Толентіно — 31 липня 1481, Флоренція) — італійський гуманіст епохи Відродження.

## Біографія
Філельфо вивчав право та риторику в Падуанському університеті. Після університету він мандрівний спосіб життя, якийсь час був на службі у Венеційський республіці, потім при дворі герцога Міланського, в Римській курії. Та найбільше часу Філельфо присвятив виклаанню в різних італійських університетах. 1420 року він супроводжував венеційського посланця до Константинополя. В Константинополі Філельфо зайнявся вивченням грецької мови. 1423 року він зустрівся з королем Греції, майбутнім імператором Візантійської імперії Іоанном VIII Палеологом в Буді, а пізніше провів декілька місяців при дворі Сигізмунда I Люксембурга. У лютому 1424 року він супроводжував Сигізмунда I у подорожі до Кракова на весілля польського короля, де виступав з гуманістичними промовами.
1427 року Філельфо повернувся у Венецію. У багажі він мав чимало давніх грецьких манускриптів. Філельфо працював викладачем Болонського університету. Згодом він одержав від Лоренцо ді Медічі посаду завідувача кафедри для дослідження «Божественної комедії» Данте. Оскільки інтерпретація Філельфо «Божественної комедії» не сподобалася Лоренцо ді Медічі, в того виникли певні проблеми. 1433 року він пережив невдалий замах на себе, після чого покинув місто, а Лоренцо заборонив йому до кінця життя відвідувати Флоренцію.
Філельфо продовжив викладацьку діяльність спершу в Сієнському, а потім знову в Болонському університетах. Через посередництво Франческо Сфорца був запрошений до Падуанського університету. 1450 року організував свято «Сфорціади» з нагоди в'їзду в Мілан герцога. 1453 року одержав в Римі корону «поета-лауреату». Після обрання папою Альфонсо Борджіа, акий прибрав собі папське ім'я Калікст III, Філельфо став його секретарем. Паралельно він викладав у папському університеті. Згодом Лоренцо ді Медічі вирішив зняти заборону для Філельфо на відвідування Флоренції й запропонував йому очолити кафедру грецької мови, тож Філелльфо знову опинився у Флоренції, де він невдовзі й помер (1481 рік).
Філельфо був автором поезій, епіграм, листів та промов латинською та італійською мовами, його авторству належить також біографія Франческо Петрарки.
Одним з учнів Філельфо був німецький гуманіст, ректор Гайдельберзького університету Петер Антон фон Клапіс (пом. 1512)

## Видання творів
- Orationes et opuscula. Johann Amerbach, Базель, бл. 1498
- Diana Robin: Filelfo in Milan. Writings 1451—1477. Princeton University Press, Princeton (N. J.) 1991, ISBN 0-691-03185-1
- Diana Robin: Francesco Filelfo: Odes. Harvard University Press, Cambridge (Massachusetts) 2009, ISBN 978-0-674-03563-8 (латинський текст і англійський переклад)
- Jeroen De Keyser, Scott Blanchard: Francesco Filelfo: On Exile. Harvard University Press, Cambridge (Massachusetts) 2013, ISBN 978-0-674-06636-6 (латинський текст і англійський переклад Commentationes Florentinae de exilio)